# Крик (франшиза)
«Крик» (англ. Scream) — американская кинофраншиза, созданная сценаристом Кевином Уильямсоном и режиссёром Уэсом Крэйвеном, куда входят фильмы-триллеры, телесериал из 3 сезонов и мерчандайзинг.
Сценарий, написанный Кевином Уильямсоном, выкупила студия Miramax Films, а студия Dimension Films экранизировала. Автором музыки к фильмам стал Марко Белтрами. Главные роли в фильмах исполнили Нив Кэмпбелл, Дэвид Аркетт и Кортни Кокс. На 2023 год серия состоит из шести фильмов, которые в общей сложности собрали более 898 миллионов долларов. Первый фильм серии вышел в прокат 20 декабря 1996 года и является самым кассовым фильмом ужасов в США, остальные фильмы оказались менее прибыльными. Продолжение, «Крик 2», было выпущено 12 декабря 1997 года, «Крик 3» — 4 февраля 2000 года. «Крик 4» — 15 апреля 2011 года, «Крик» — 13 января 2022, «Крик 6» — 10 марта 2023 года. В первых четырёх фильмах центральным персонажем является Сидни Прескотт, становящаяся объектом преследования убийц в маске «Призрачное лицо». В пятой части акцент сместился на новую героиню — Саманту Карпентер, отцом которой является Билли Лумис. Противостоять убийцам девушкам помогают полицейский Дьюи Райли (Аркетт) и журналистка Гейл Уэзерс (Кокс). По сюжету шестого фильма новый убийца в маске продолжает охоту на Сэм и её младшую сестру Тару, которые вместе с Чедом и Минди после трагедии в Вудсборо переехали в Нью-Йорк. К расследованию убийств присоединяется Кирби Рид, ставшая агентом ФБР, а также журналистка Гейл Уэзерс.
Яркое изображение насилия в серии привело к конфликтам с Американской киноассоциацией и средствами массовой информации, поэтому в «Крике 3» количество кровавых и жестоких сцен пришлось сократить. Этому способствовали и массовое убийство в школе «Колумбайн», вызвавшее широкий резонанс в общественности США, и публикации СМИ по вопросам влияния фильмов ужасов на американское общество.
Серия фильмов получила значительное признание критиков. «Крику» приписывают возрождение жанра хоррор в конце 90-х, совмещая традиционный фильм ужасов с юмором и оригинальным сюжетом. «Крик 2», по заверениям критиков, превзошёл оригинальный фильм. «Крик 3» получил более скромные отзывы, но критики отметили, что фильм стал идеальным завершением трилогии. «Крик 4» получил смешанные отзывы критиков. Серия фильмов завоевала несколько наград, включая премию «Сатурн» за лучшую женскую роль, MTV Movie & TV Awards в категории «Лучшее исполнение» (Нив Кэмпбелл) и кинопремию Сатурн в категории «Лучший фильм ужасов». Исполнитель роли Сидни Прескотт, Нив Кэмпбелл, в 1996 году стала «Королевой крика». Критики хвалили «Крик 5» за уважение наследия Крейвена и предоставление вдумчивых мета-комментариев к фильмам ужасов, а некоторые назвали его лучшим из сиквелов «Крика». «Крик 6» получил в целом положительные отзывы критиков, которые похвалили сцены убийств и актёрскую игру.

## Фильмы
| Год  | Фильм  | Режиссёр                          | Сценарист(ы)                  | Продюсер(ы)                                                             |
| ---- | ------ | --------------------------------- | ----------------------------- | ----------------------------------------------------------------------- |
| 1996 | Крик   | Уэс Крэйвен                       | Кевин Уильямсон               | Кэти Конрад и Кэри Вудс                                                 |
| 1997 | Крик 2 | Уэс Крэйвен                       | Кевин Уильямсон               | Кэти Конрад, Уэс Крэйвен и Марианн Маддалена                            |
| 2000 | Крик 3 | Уэс Крэйвен                       | Кевин Уильямсон               | Кэти Конрад, Кевин Уильямсон и Марианн Маддалена                        |
| 2011 | Крик 4 | Уэс Крэйвен                       | Кевин Уильямсон               | Ия Лабунка, Кевин Уильямсон и Уэс Крэйвен                               |
| 2022 | Крик   | Мэттью Беттинелли, Тайлер Джиллет | Гай Бузик, Джеймс Вандербильт | Джеймс Вандербильт, Уильям Шерак и Пол Неинстен                         |
| 2023 | Крик 6 | Мэттью Беттинелли, Тайлер Джиллет | Гай Бузик, Джеймс Вандербильт | Джеймс Вандербильт, Уильям Шерак и Пол Неинстен                         |
| 2026 | Крик 7 | Кевин Уильямсон                   | Гай Бузик                     | Джеймс Вандербилт, Мэтт Беттинелли-Олпин, Тайлер Джиллетт, Чед Виллелла |

### «Крик» (1996)
Первая часть серии, премьера которой состоялась 18 декабря 1996 года, вышла на экраны кинотеатра AMC Theatres в Вествуде, Калифорния, а в широкий прокат попала 20 декабря 1996 года. В фильме повествуется о подростке по имени Сидни Прескотт из городка Вудсборо, которую преследует убийца «Призрачное лицо» (англ. Ghostface), причастный к смерти её матери годом ранее. При бюджете в 15 миллионов долларов картина собрала в 11 раз больше и получила значительное одобрение критиков за деконструкцию жанра фильмов ужасов.

### «Крик 2» (1997)
Сценаристом второй части стал Уильямсон, режиссёром — Крэйвен. Сюжет фильма вновь сосредоточен на Сидни Прескотт, теперь студентке колледжа, и убийце в маске. В процессе съёмок сценарий фильма просочился в Интернет, поэтому его пришлось значительно изменить, нетронутыми остались только мотивы убийц. Премьерный показ картины состоялся 10 декабря 1997 года в известном лос-анджелесском кинотеатре «Китайский театр Граумана», а в широкий прокат фильм вышел 12 декабря. Фильм стал финансово успешным, хотя и собрал кассу на 1 миллион долларов меньше, чем его предшественник.

### «Крик 3» (2000)
Закрытый показ завершающей части трилогии состоялся 3 февраля 2000 года в Вествуде, Калифорния, а в широкий прокат картина вышла 4 февраля 2000 года. Как и в предыдущих фильмах, режиссёром стал Уэс Крэйвен, а вот Кевин Уильямсон не смог полностью написать сценарий из-за занятости над телесериалом «Пустошь» и фильмом «Убить миссис Тингл», поэтому Эрен Крюгер завершил работу над сценарием, основываясь на оставленных Уильямсоном заметках.
Действие третьего фильма происходит через несколько лет после событий в Виндзорском колледже. Сидни Прескотт снова угрожает убийца в маске призрака, который оставляет рядом с убитыми жертвами фотографии её матери в молодости. «Крик 3» оказался менее успешным, нежели первые две части, однако критики отметили долю юмора в фильме и похвалили создателей за успешное завершение трилогии.

### «Крик 4» (2011)
В июле 2008 года студия «The Weinstein Company» объявила о намерении снять продолжение серии, «Крик 4». В марте 2010 года Крэйвен, совместно с Уильямсоном, написал сценарий к новому фильму. В мае 2010 года Кэти Конрад, продюсер первых трёх лент, подала иск в суд на 3 миллиона долларов против студии «The Weinstein Company». Она объяснила это тем, что компания, начав подготовку к съёмкам без её уведомления, нарушила договор с «Cat Entertainment», дававший право на производство всех фильмов серии. Студия «The Weinstein Company» утверждала, что в договор не было включено это условие. Конрад обвинила Вайнштейна в попытке заставить её уйти без компенсации с целью найма более дешёвого производителя (жены Крэйвена, Ии Лабунко) и сокращения расходов. В апреле 2011 года сообщалось, что конфликт был урегулирован во внесудебном порядке.
В январе 2011 года часть сцен была переснята по результатам предварительного просмотра, а также из-за опасений, что фильм получит вялые отзывы зрителей. Закрытый показ четвёртой части состоялся 11 апреля 2011 года в «Китайском театре Граумана», в широкий прокат картина вышла 15 апреля 2011 года.

### «Крик» (2022)
В интервью Крэйвен подтвердил, что он заключит контракт на работу над пятой и шестой частью франшизы, если четвёртый фильм будет иметь успех и окупит бюджет.
После трудностей с переписыванием сценария для «Крика 2, 3, 4», когда окончательный вариант зачастую был готов только в день съёмок, Крэйвен заявил, что ему потребуется увидеть законченную версию сценария «Крика 5», прежде чем он сможет приступить к съёмкам. В отдельном интервью сценарист Уильямсон также подтвердил своё договорное обязательство на «Крик 4, 5, 6», хотя контракт на шестую часть ещё не подписан. Уильямсон отметил, что если будет снят «Крик 5», то это будет продолжение истории героев предыдущей части.
Актёр Дэвид Аркетт подтвердил, что он будет рад играть Дьюи в будущих продолжениях. В мае 2011 года исполнительный продюсер Харви Вайнштейн подтвердил, что продолжение франшизы возможно, несмотря на более скромные, чем ожидалось, сборы «Крика 4».
6 ноября 2019 года портал Bloody Disgusting сообщил, что студия Spyglass занимается новым полнометражным фильмом в серии «Крик». Студия унаследовала права на франшизу после банкротства Dimension Films, вызванного скандалом с Харви Вайнштейном.
В марте 2020 года было объявлено, что Мэттью Беттинелли и Тайлер Джиллетт будут режиссировать новый фильм, а Кевин Уильямсон выступит в качестве продюсера. Съёмки фильма должны были начаться в мае 2020 года, однако были отложены из-за начавшейся всемирной пандемии коронавирусной инфекции COVID-19. 6 мая Нив Кэмпбелл рассказала, что с ней ведутся переговоры о возвращении к своей роли в новом фильме. 12 мая Мэттью Лиллард, сыгравший в первом «Крике» Стю Мэйхера, также заявил о желании вернуться к своей роли. 18 мая было официально подтверждено, что Дэвид Аркетт вновь сыграет Дьюи Райли в пятой части серии фильмов.

### «Крик 6» (2023)
Кэмпбелл и режиссёры пятого фильма выразили заинтересованность в создании будущих фильмов этой серии. Шестая часть была официально одобрена 3 февраля 2022 года, когда вернулась та же творческая группа, а производство должно было начаться в середине 2022 года в Монреале, Канада. В марте 2022 года было объявлено, что фильм должен быть выпущен 10 марта 2023 года, и что Кортни Кокс повторит свою роль Гейл Уэзерс. 10 мая 2022 года было объявлено, что Мелисса Баррера, Жасмин Савой Браун, Мейсон Гудинг и Дженна Ортега также вернутся в шестом фильме. На следующий день было объявлено, что Хайден Панеттьери повторит свою роль Кирби Рида из четвёртого фильма. 3 июня 2022 года к актёрскому составу присоединился Дермот Малруни. 6 июня 2022 года было объявлено, что Кэмпбелл не вернется в роли Сидни Прескотта в шестом фильме. Актриса заявила о том, что переговоры о её контракте и зарплате с Paramount зашли в тупик; она сказала: «Как женщине мне пришлось очень много работать в своей карьере, чтобы установить свою ценность, особенно когда дело доходит до „Крика“».

### «Крик 7» (2026)
В 2023 году режиссёры «Крик» (2022) и «Крик 6» Мэтт Беттинелли-Олпин и Тайлер Джиллет «надеялись» на седьмой фильм в сериале и заявили, что хотели бы и дальше смотреть больше фильмов во франшизе, «независимо от того, участвуем ли мы или нет».
В марте 2024 года Нив Кэмпбелл объявила, что вернётся к роли Сидни Прескотт в седьмом фильме, а Кевин Уильямсон был официально объявлен режиссёром. В октябре 2024 года Paramount объявила, что «Крик 7» выйдет 27 февраля 2026 года. Кортни Кокс также заявила, что ведёт переговоры о возвращении к роли Гейл Уэзерс.

## Вселенная франшизы

### Призрачное лицо
«Призрачное лицо» — собирательный образ нескольких убийц, появившихся в фильмах серии и телевизионном спин-оффе «Воскрешение». Убийца носит чёрный балахон и белую маску, напоминающую лицо человека с картины «Крик» Эдварда Мунка и череп одновременно. Основное орудие убийства — охотничий нож; маньяк использует модулятор голоса, часто по телефону выдавая себя за родных или друзей своей жертвы.

### Последняя выжившая
Термин «Последняя выжившая» (англ. The Final Girl) широко используется в кинематографе — преимущественно в отношении женских персонажей фильмов ужасов, противостоящих главному отрицательному герою и выживающих в финале картины. В фильмах серии «Крик» такими героинями являются Сидни Прескотт и Гейл Уэзерс. Благодаря роли Сидни её исполнительница Нив Кэмпбелл также получила статус «Королевы крика» — обычно так называют актрис фильмов ужасов, сыгравших важную роль в развитии жанра.

### Открывающая сцена
Характерной чертой фильмов стала открывающая сцена, в которой погибает известный актёр или актриса. Расчёт создателей первого фильма основывался на попытке шокировать зрителя: «Если знаменитость может погибнуть в фильме таким жестоким способом, что ждёт остальных персонажей?» В первой части такой героиней стала Кейси Бейкер в исполнении Дрю Бэрримор; в продолжении жертвами убийцы становится чернокожая пара — их сыграли Джада Пинкетт-Смит и Омар Эппс. В третьем фильме жертвам маньяка стали персонажи Льва Шрайбера и Келли Разерфорд.
«Крик 4» содержал несколько «фальшивых» открывающих сцен. Первым шёл фрагмент картины «Удар ножом 6» с участием актрисы Люси Хейл из шоу «Милые обманщицы» и звезды телесериала «90210: Новое поколение» Шеней Граймс. После него зрители увидели эпизод фильма «Удар ножом 7» — в нём снялись звезды сериала «Настоящая кровь» Анна Пэкуин и сериала «Вероника Марс» Кристен Белл. Наконец, в третьей части сцены зрителям представили персонажей «Крика 4» в исполнении Эйми Тигарден и Бритт Робертсон.
В начальной сцене пятого фильма появилась актриса Дженна Ортега, однако важным изменением в классической схеме фильмов серии стало то, что её персонаж пережил события первой сцены и стал полноценным героем картины.

### Правила фильмов ужасов
В фильмах серии «Крик» персонаж Ренди Микс в исполнении Джейми Кеннеди озвучивает правила фильма ужасов — оригинального фильма, сиквела и финальной части трилогии. Изначально наличие этих установок для выживания персонажей в фильме ужасов стало важной отличительной чертой франшизы — а также возможностью создателей посмеяться над собой и над жанром в целом. Для любого фильма ужасов действуют основные правила:
1. Нельзя заниматься сексом.
2. Нельзя пить алкоголь или употреблять наркотики.
3. Нельзя произносить фразу «Я сейчас вернусь», а также спрашивать «Кто здесь?».

Одно из правил формулирует Сидни: спасаясь от убийцы, нужно бежать не вверх по лестнице, а выбегать на улицу, прочь из дома. Однако позже сама его и нарушает: в первой части у себя дома, после речи о нелюбви к хоррорам из-за неразумных поступков персонажей, в третьей — после блуждания по съёмочной площадке в Голливуде, в четвёртой — в доме Кирби Рид.
Главное правило продолжения — смертей всегда больше, и они более продуманные; также в фильме Ренди собирается озвучить третье правило: «Если хочешь, чтобы фильмы превратились в успешную франшизу — никогда ни в коему случае…» и тут его перебивает Дьюи в исполнении Дэвида Аркетта; создатели специально прервали персонажа, превратив диалог в небольшую шутку в свой собственный адрес
Для заключительной части действуют следующие правила — их Ренди перечисляет на видео, которое он записал во время событий «Крика 2»:
1. Убийца может оказаться сверхчеловеком: «Чтобы остановить убийцу, нужно его либо заморозить, либо обезглавить, либо взорвать».
2. Любой — включая главного персонажа — может погибнуть: «Прости, Сид».
3. События прошлого сыграют свою роль: «Чтобы ты ни знал о прошлом — забудь это. Оно не упокоилось. Любые грехи, совершённые в прошлом, вернутся и тяпнут тебя за задницу».

В четвёртом фильме правила озвучивает персонаж Эрика Кнудсена — Робби Мерсер:
- Неожиданность — новое клише.
- Убийства станут более экстремальными.
- Чтобы выжить в фильме ужасов нужно быть геем.
- Убийца будет записывать убийства на видео.

Важное дополнение делает сама Сидни в финале картины, обращаясь к убийце: «Ты забыла главное правило ремейка — не трогай оригинал» (англ. Don't Fuck With The Original).
Для персонажей пятой части актуальным становится термин «риквел» (англ. reguel), образованный из слов «сиквел» (англ. sequel, то есть «продолжение») и «ребут» (англ. reboot — «перезагрузка»). Три важных правила называет Дьюи:
- Никогда не доверяй своему возлюбленному/возлюбленной.
- Убийца всегда как-то связан с событиями прошлого.
- У первой жертвы есть группа друзей — кто-то из них и есть убийца/убийцы.

Сэм добавляет: «Не стоит играть с дочерью серийного убийцы» (англ. Never Mess With The Daughter Of A Serial Killer) — это изменённая фраза Сидни из финала «Крика 4».

### Пародии и ремейк
Первый фильм серии «Очень страшное кино» (рабочее название «Крика») взял за основу сюжет картин «Крик» и «Я знаю, что вы сделали прошлым летом», убийца в нём носит костюм Призрачного лица. Синди Кемпбелл — пародия на Сидни Прескотт в исполнении Нив Кэмбелл — является главной героиней четырёх фильмов франшизы.
Призрачное лицо появляется в ещё одной пародии «Ну очень страшное кино», в оригинале фильм носит название «Визжи, если ты знаешь, что я сделал в прошлую пятницу 13 числа» (англ. Shriek If You Know What I Did Last Friday The Thirteenth).
В 2003 году Болливуд выпустил собственную версию первого фильма серии под названием «Не говори ни слова» (англ. Sssshhh).

## Телевидение

### Телесериал
В июне 2012 года стало известно, что канал MTV планирует запустить одноимённый еженедельный сериал. В тот же день Дэвид Аркетт на свой странице в Твиттере сообщил, что не будет участвовать в этом проекте. 25 апреля 2013 года издание The Hollywood Reporter подтвердило, что руководство MTV дало зелёный свет новому телесериалу и уже ведутся переговоры с Крэйвеном о съёмках пилотной серии. 26 июля 2013 года стало известно, что сценаристы телесериала «Мыслить как преступник» Джей Битти и Дэн Дворкин будут участвовать в создании пилотной серии «Крика». В апреле 2014 года режиссёром телесериала была назначена Джилл Блотевогель. Планировалось, что выход пилотного эпизода состоится в середине 2014 года, но позже премьера была перенесена на лето 2015 года. Премьера пилотного эпизода состоялась 30 июня 2015 года. Второй сезон «Крика» стартовал 30 мая 2016 года.

### Специальный выпуск
Специальная сдвоенная серия под названием «Хэллоуин» (англ. Halloween), завершившая историю второго сезона, вышла в эфир 18 октября 2016.

### Перезагрузка
24 июня 2019 года стало известно, что новые эпизоды будут выходить не на канале «MTV», а на «VH1» — третий сезон получил подзаголовок «Воскрешение» (англ. Ressurection), а сам сериал получил «перезагрузку» с новыми персонажами и актёрами. Убийца вновь стал носить костюм маньяка «Призрачное лицо». Премьера третьего сезона из 6-ти эпизодов состоялась 8 июля 2019 года. Сериал был закрыт после выхода 6 эпизодов третьего сезона.

## Сценарий
«Крик» (1996) первоначально был задуман под названием «Очень страшное кино» (англ. Scary Movie), по 18-страничному наброску сценария Кевина Уильямсона, впечатлённого сообщениями о сериях убийств Дэнни Роллинга. Заготовка включала в себя вступительную сцену, в которой позже снимется Дрю Бэрримор. Уильямсон приступил к активному написанию того, что в конечном итоге стало «Криком», в то время как его предыдущий сценарий, «Убить миссис Тингл», созданный за три дня в Палм-Спрингсе, находился в разработческом аду. В июне 1995 года сценарий «Убить миссис Тингл» был продан студии. Сценарий «Крика» был автореферентным, показывая персонажей, которые смотрели фильмы ужасов и были осведомлены о концепциях жанра.
Уильямсон рассказал, что из первоначального варианта сценария ему пришлось удалить много кровавых сцен, иначе студия Miramax не купила бы его. Однако часть материала студия позволила вернуть. Сцену в туалете школы Уильямсон решил удалить, но Крэйвен попросил это не делать, так как он посчитал, что она имеет потенциал. Смерть директора Химбри была добавлена по просьбе продюсера Боба Вайнштейна, который отметил, что на протяжении тридцати страниц сценария (тридцать минут экранного времени) не происходит убийств. Сцена позже помогла Уильямсону, который изо всех сил пытался найти мотивацию для отъезда персонажей с вечеринки в финале фильма. При написании финала Уильямсон выбирал — дать убийцам один мотив для убийств на двоих или каждому — свой. Мнения съёмочной группы разделились: одни считали, что зрителям нужен мотив, другие считали, что страшнее его отсутствие. В конечном счёте Уильямсон решил, что мотивом Билли Лумиса является развод родителей, а Стью Мечер «поддался давлению».
После выхода «Крика» Уильямсон подтвердил, что он рассматривает возможность продолжения, в котором Сидни Прескотт поступает в колледж, а имитатор убийцы начинает снова её преследовать. Dimension Films согласилась выпустить продолжение в марте 1997 года, когда Уильямсон уже предоставил студии 42-страничный сценарий. В июле 1997 года начались съёмки «Крика 2», но копия сценария фильма просочилась в Интернет, раскрыв весь сюжет и имя убийцы. В результате Крэйвен был вынужден продолжать съёмки, сохранив лишь часть сценария Уильямсона, но полностью переписав финал, количество жертв и личности убийц. Чтобы сохранить ключевые моменты фильма и заодно имя убийцы в тайне, актёрам выдавали сценарий за неделю до съёмок сцен. А о содержании сцены, где становится известным имя убийцы, актёры узнали за день до съёмок.
В начале 1999 года Уильямсон обратился к братьям Вайнштейнам с предложением написать сценарий для «Крика 3», хотя в то время он участвовал в написании сценария для фильма «Убить миссис Тингл» и сериала «Пустошь». В фильме был сделан акцент на юморе, высмеивающем насилие, но заключительная часть трилогии получила куда более скромные сборы и отзывы критиков.
Через десять лет после написания сценария, в конце 2009 года, Уильямсон рассказал Бобу Вайнштейну, что занимается подготовкой сценария для «Крика 4». Поначалу Нив Кэмпбелл отвергла предложение сняться в продолжении, поэтому на ранних версиях сценария центральными героями являются персонажи Кокс и Аркетта. В первоначальной версии сценария Сидни во вступительной сцене подвергается нападению и погибает, а у Гейл и Дьюи рождается ребёнок. Но эти моменты вызвали разногласия Уильямсона с Вайнштейном, и их решено было убрать.
Вскоре после начала работы над «Криком 4» Кевин Уильямсон был вынужден покинуть проект из-за контрактных обязательств по телесериалу «Дневники вампира». В июле 2010 года между Уильямсоном и Вайнштейном возник спор, когда соавтору «Крика 3» Эрену Крюгеру было предложено переписать сценарий четвёртой части, так как Уэс Крэйвен посчитал, что Кевин Уильямсон «потерял контроль» над историей. Позднее Крэйвен рассказал, что несмотря на изменения, основная сюжетная линия Уильямсона осталась. Вайнштейн в интервью пояснил, что Крюгер был привлечён лишь для написания диалогов и его вклад в «Крик 4» значительно меньше, чем в предыдущем фильме. Чтобы страницы сценария будущего фильма не попали в Интернет, актёрам перед началом съёмок выдали только 75 страниц текста из 140. Как и в двух предыдущих частях, сценарий претерпел множество изменений, иногда новая версия была готова только в день съёмок.

## Кастинг

### «Крик»
Для участия в съёмках первого «Крика» Уэс Крейвен изначально планировал пригласить талантливых, но относительно неизвестных актёров, как ранее он это делал в «Кошмаре на улице Вязов» (Джонни Депп) и «Электрошоке» (Питер Берг). Тем не менее, было принято решение утвердить актёров, имевших опыт работы в кинематографе. Крэйвен опасался, что относительно небольшого бюджета фильма может не хватить на оплату гонораров актёрам, но надеялся, что участие в съёмках Дрю Бэрримор заставит людей принять участие в проекте за более низкую зарплату.

Главные персонажи серии фильмов «Крик», в исполнении (слева направо) Кортни Кокс, Нив Кэмпбелл и Дэвида Аркетта, с маской «Призрачное лицо»

Первоначально Дрю Бэрримор, прочитав сценарий, согласилась исполнить роль Сидни Прескотт. Однако с течением времени её рабочий график стал настолько напряжённым, что она была не в состоянии играть главную роль, поэтому Бэрримор взялась за эпизодическую роль Кейси Бекер, первой жертвы убийцы. Создатели картины сначала не решались убить персонаж Бэрримор, но решили, что смогут шокировать аудиторию и заставить их поверить, что никто из персонажей «Крика» не может находиться в безопасности.
После Бэрримор на роль Синди пробовались Алисия Уитт, Бриттани Мерфи и Риз Уизерспун. Роль в конечном счёте получила Нив Кэмпбелл, после того, как режиссёр увидел её в телесериале «Партия для пяти» и предположил, что она в состоянии сыграть эмоциональную роль и сможет хорошо воплотить в жизнь «невинный» персонаж. Так как она только закончила сниматься в фильме «Колдовство», Кэмпбелл с неохотой, но всё же решила взяться за «Крик», в котором получила главную роль. После съёмок она заметила: «Сидни — сказочный персонаж для любого фильма».
На роль репортёра Гейл Уэзерс предполагалась пригласить более или менее узнаваемую актрису, и среди кандидаток были Брук Шилдс и Джанин Гарофало. Кандидатура Кортни Кокс, которая в то время играла одну из главных ролей в ситкоме «Друзья», вначале не была рассмотрена из-за того, что она играет мягких и добрых персонажей. Актриса упорно добивалась этой роли, желая, по её словам, играть персонажа по характеру «сучку», и её усилия были вознаграждены — Кокс была утверждена на роль Гейл Уэзерс. Актрисы Мелинда Кларк и Ребекка Гейхарт пробовались на роль Татум Райли, но Роуз Макгоуэн была утверждена из-за лучшего воплощения «мужества» своей героини. Руководство съёмочной группы фильма посчитало, что наиболее сильный женский актёрский состав, в лице Кэмпбелл, Бэрримор, Кокс и Макгоуэн, поможет привлечь к «Крику» значительную часть женской аудитории.
Кевин Патрик Уоллс, сыгравший парня Кейси, Стивена Орта, в прологе фильма, вместе с Джастином Уолином являлся одним из кандидатов на роль Билли Лумиса, парня Синди, но в итоге был утверждён Скит Ульрих. До «Крика» Ульрих и Кэмпбелл вместе снялись в фильме «Колдовство», что, по их мнению, помогло им лучше развить отношения между Сидни и Билли.
Дэвид Аркетт также подошёл на роль Лумиса, но актёр захотел сыграть Дьюи. Мэттью Лилларда, который сопровождал свою тогдашнюю подругу на прослушивание, заметила директор по кастингу Лиза Бич. Она предложила ему пройти прослушивание, и тогда Лилларда утвердили на роль Стью Мечера.
На роль Ренди Микса пробовались Джейми Кеннеди и Брекин Мейер, в итоге выбор пал на первого кандидата. Так как до «Крика» Кеннеди не имел большого опыта работы в фильмах, студия Dimension Films хотела нанять куда более опытного актёра, но руководство съёмочной группы не пошло на попятную и упорно отстаивало свой выбор. Роджер Джексон, озвучивавший убийц на протяжении всех фильмов серии, был утверждён на роль за несколько недель до съёмок в Санта-Розе. Предполагалось, что Джексон будет задействован только единожды, но в итоге было решено, что он идеально подходит для этой роли.

### «Крик 2»
Перед съёмками «Крика» Кэмпбелл заключила контракт на участие в возможном продолжении. Другие актёры первого фильма также имели возможность сняться в «Крике 2», когда стало известно о том, какие персонажи смогут вернуться в следующем фильме. В интервью руководство съёмочной группы «Крика 2» заявило, что ранее молодые актёры неохотно снимались в фильмах ужасов, а роль Бэрримор в «Крике» добавила элемент респектабельности жанру, поэтому теперь всё больше актёров хочет принять участие в продолжении.
Многие актёры, включая Кэмпбелл, Кокс, Сару Мишель Геллар и Джерри О’Коннелла, уже исполняли роли в различных телесериалах, поэтому планировать их участие в фильме было трудно. Геллар, в частности, только закончила работу над очередным фильмом Уильямсона, «Я знаю, что вы сделали прошлым летом», который вышел за два месяца до «Крика 2». В интервью актриса призналась, что она подписала контракт, не читая сценарий, а лишь основываясь на успехе первого фильма. Несмотря на плотный график съёмок, Крэйвен уговорил Геллар принять участие в проекте.
Чтобы получить роль Дерека, О’Коннеллу и другим кандидатам нужно было пройти прослушивание, на котором требовалось изобразить сцену, в которой персонаж Дерек исполняет для Сидни песню I Think I Love You. Далее были утверждены Лори Меткалф, закончившая сниматься в телесериале «Розанна», Льюис Аркетт, отец Дэвида Аркетта, Джада Пинкетт-Смит и Тимоти Олифант, для которого эта роль стала первым успешным участием в полнометражном фильме. Ребекка Гейхарт, которая безуспешно пыталась получить роль Татум Райли в «Крике», пробовалась на роли Хелли, Сиси и Морин Эванс, но в итоге была утверждена на роль сестры женского клуба Льюис.

### «Крик 3»
Перед съёмками «Крика 3» в интервью Крэйвен заявил, что убедить вернуться главных актёров серии фильмов (Кэмпбелл, Аркетт и Кокс) будет нетрудно, но из-за их растущей популярности и напряжённого графика работы выкроить им время на съёмочный процесс будет проблематично. Кэмпбелл, в частности, была свободна только 20 дней, поэтому основной упор сюжета был сделан на персонажей Кокс и Аркетта.
Эмили Мортимер была одобрена на роль Анджелины Тайлер, но вскоре после начала съёмок выяснилось, что у актрисы нет необходимого разрешения на работу в США, в результате чего ей пришлось лететь за ним в Ванкувер, США. Кэрри Фишер, снявшаяся в камео-роли по приглашению Боба Вайнштейна, участвовала в написании сценария для своего персонажа. Келли Разерфорд получила роль после начала съёмок, когда в сценарий вносились постоянные изменения и потребовалось переснять вступительную сцену.
В 2009 году в интервью Мэттью Лиллард (Стью Мечер в «Крике») заявил, что он подписал контракт на участие в «Крике 3» в качестве основного антагониста, но когда основная сюжетная линия пошла без его персонажа, то контракт у него выкупили.

### «Крик 4»
При подготовке к съёмкам «Крика 4» было объявлено, что Нив Кэмпбелл отказалась от роли Сидни, поэтому первоначальная версия сценария была написана с учётом отсутствия её героини. Однако в сентябре 2009 года было подтверждено, что Кэмпбелл, Кокс и Аркетт примут участие в проекте, как и Сидни, Гейл и Дьюи соответственно, Джексон подтвердил согласие на участие в июле 2010 года.
Далее были утверждены кандидатуры Хейден Панеттьер, Рори Калкина, Анны Пэкуин, Кристен Белл и Эммы Робертс. Робертс получила роль Джилл, двоюродной сестры Сидни, взамен выбывшей Эшли Грин. Актрис Лейк Белл и Лорен Грэм также утвердили, но они отказались от своих ролей в самом начале съёмок картины. Нико Торторелла проходил прослушивания пять раз, и, чтобы получить роль Тревора, актёру пришлось исполнить сцену из первого фильма серии, где Билли Лумис признаётся Сидни, что он является одним из убийц.

### «Крик»
6 мая 2020 года Нив Кэмпбелл рассказала, что с ней ведутся переговоры о возвращении к роли Сидни Прескотт. В интервью «The Hollywood Reporter» актриса сказала, что было бы неправильно позволить Сидни умереть. В середине мая было официально подтверждено, что Дэвид Аркетт вновь сыграет Дьюи Райли. 31 июля 2020 года Кортни Кокс разместила видео на своём официальном аккаунте в «Instagram», в котором подтвердила своё участие в фильме. «В ту же секунду, как я оказалась на площадке, я поняла, как скучаю по Уэсу. Думаю, ему бы понравилось, как Мэтт и Тайлер перезапустили франшизу», — рассказала в интервью Кокс. Свою роль также повторила Марли Шелтон.
«Я испытывала двойственные ощущения. Сама мысль снимать новый фильм без Уэса стала испытанием для меня. Я любила этого человека очень сильно. Но режиссёры Мэтт и Тайлер написали мне письмо, в котором рассказали о том, как они ценят и уважают то, что сделал Уэс Крэйвен, и что если бы не он и его фильмы — они бы не стали режиссёрами и не работали в кино. Это много для меня значило».
В августе к актёрскому составу присоединились Мелисса Баррера, Дженна Ортега и Джек Куэйд. 10 сентября издание «Deadline» сообщило, что в каст вошли Дилан Миннетт, Мэйсон Гудинг, Майки Мэдисон, Кайл Галлнер и Джасмин Савой Браун. В университете Гудинг написал эссе о первом фильме «Крик» (1996). Также к роли Билли Лумиса, биологического отца героини Сэм, вернулся Скит Ульрих. Во всех свои сценах Ульрих снялся за один день на хромакее.
Кроме того, в фильме в качестве камео появились актёры и съёмочная команда предыдущих фильмов. Дрю Бэрримор озвучила директора школы, который зачитывает объявление по громкой связи. Когда персонажи поднимают бокалы на вечеринке, присутствующие произносят «За Уэса» — голоса принадлежат Генри Уинклеру, Адаму Броди, Хейден Панеттьер, Патрику Люссье, Марко Белтрами и вдове Крэйвена, Айе Лабунка. Мэттью Лиллард, ранее заявлявший о желании повторить роль Стю Мэйхера, появился в двух сценах: он сыграл Призрачное лицо в золотой маске в просматриваемом Ричи трейлере «Удара ножом 8» на YouTube; ещё актёру принадлежит появившаяся в кадре на вечеринке рука, а также голос гостя, говорящего фразу: «Классный дом, Фриман!». Джейми Кеннеди также озвучил одного из гостей на вечеринке. Режиссёры фильма «засветились» в трейлере «Удара ножом 8».

### «Крик 6»
Незадолго до выхода в прокат пятой части серии Нив Кэмпбелл выразила готовность сняться в новом фильме. Однако 6 июня 2022 года стало известно, что она отказалась от участия в проекте из-за условий её контракта и гонорара, сделав официальное заявление. Портал «IndieWire» отметил, что «актриса снималась в фильмах франшизы „Крик“ на протяжении 26 лет — эта новость стала концом целой эпохи».
«Как женщине мне пришлось очень много работать, чтобы мой труд был оценен по достоинству, особенно когда дело касается „Крика“. Я почувствовала, что предложение, которое мне было сделано, не соответствует той ценности, которую я привнесла во франшизу. Это было очень трудное решение — двигаться дальше. Всем моим поклонникам по „Крику“: я люблю вас. Вы всегда невероятно поддерживали меня. Я бесконечно благодарна вам и тому, что эта франшиза дала мне за последние 25 лет».
Дэвид Аркетт не остался в стороне, высказав своё мнение: «Я хочу видеть её в продолжении. Фильм „Крик“ без Сидни обречён на провал, но я понимаю её решение. Это бизнес — они должны учесть все факторы, чтобы соблюсти бюджет и снять фильм». Мэттью Лиллард также прокомментировал решение бывшей коллеги, сравнив её с Томом Крузом: «Подумайте об этом. Том Круз получит меньше денег за „Лучшего стрелка 5“? Да ни хрена. Так почему женщина должна получить меньше? Почему бы не платить ей больше с каждой новой частью? „Крик 5“ разве не был хитом? Он взорвал кассу. Они заработали кучу денег? Да! Должна Нив Кэмпбелл получить деньги за работу над пятью фильмами франшизы? Да! Потому что она — ведущая актрисы одной из самых успешных хоррор-франшиз. Это просто бесит». Джасмин Савой Браун, Эмма Робертс и Джейми Кеннеди также публично высказались в поддержку решения актрисы, а также отметили её вклад в развитие франшизы. В интервью «Jake’s Takes» Робертс сказала: «Кто-то прислал мне эту новость прошлым вечером, и я подумала, что это не может быть правдой. Это фейк! Я хочу сказать — она же королева! Какие ещё могут быть вопросы?». Сара Мишелль Геллар, снимавшаяся с Кэмпбелл в фильме «Крик 2», сказала в интервью порталу «Hollywood Life»: «Нив — очень умный, удивительный человек. Я уверена, что вне зависимости от обстоятельств, личных или профессиональных, у неё были веские причины для такого решения, потому что она очень любит своих зрителей, поклонников, и она очень гордится этими фильмами. Не зная подробностей, это всё, что я могу сказать».
За несколько месяцев до выхода фильма режиссёры Мэтт Беттинелли-Олпин и Тайлер Джиллетт в интервью «Total Film» подтвердили, что Сидни Прескотт отсутствует в шестом фильме, но авторы не исключают её возвращения в будущих сиквелах. Как бы там ни было, в сценарии картины есть несколько упоминаний персонажа. Таким образом, шестая часть стала первой в серии, где не снялась Кэмпбелл, а также Дэвид Аркетт в роли Дьюи Райли.
Многие поклонники франшизы сочли странным, что создатели фильма и актриса не смогли договориться относительно её участия в новом фильме, хотя обе стороны были в этом заинтересованы. Некоторые сторонники этой теории пришли к выводу, что Сидни неожиданно может стать главным антагонистом шестого фильма, а её персонаж появится в следующих частях в качестве Призрачного лица. В пользу этой теории говорит ещё одно интервью Кевина Уильямсона о том, что новый фильм очень отличается от предшественников: «Это не похоже на шестую часть. Скорее, это большое, огромное, свежее переосмысление. Люблю, люблю, люблю, люблю. Я смотрел фильм с широкой улыбкой на лице. Думаю, это всё сразу и даже больше. Переезд в Нью-Йорк был потрясающим решением. Фильм кажется новым, свежим. Это действительно классная история, других мнений быть не может. Я очень доволен тем, как всё получилось. Я в предвкушении, невероятно взволнован». В конце июня 2022 в сети появились слухи, что студия «Paramount» всё же договорилась с актрисой о её участии в проекте — она появится в небольшой роли в шестом фильме, но станет одним из центральных персонажей седьмой части. Об этом в «Twitter» написал пользователь ViewerAnon, который в большинстве случаев был достоверным источником информации о проектах киновселенной «Marvel».
В марте 2022 года Кортни Кокс подтвердила своё участие, сообщив, что уже прочитала сценарий новой части. 6 числа Кокс официально подтвердила, что снимается в продолжении. Актриса назвала своей самой любимой сценой во всей франшизе эпизод в квартире Гейл: «Это была большая часть моих съёмок. Они потребовали физической подготовки. Это самая любимая сцена в „Криках“, потому что мне пришлось по-настоящему драться с Призрачным лицом».
В мае 2022 стало известно, что Мелисса Баррера, Дженна Ортега, Мейсон Гудинг и Джасмин Савой Браун вернутся к своим ролям.
Баррера отметила, что после первого прочтения сценария, образ Сэм немного изменился: «Я очень, очень хотела убедиться, что мы больше изучим внутренний мир Сэм, погрузимся в глубины её сознания, потому что это была причина, по которой я изначально хотела сыграть Сэм. Причина, по которой она меня привлекла в пятом „Крике“, была такой: „Боже мой, здесь столько потенциала. Как она будет развиваться?“. И я хотела убедиться, что в шестом фильме мы увидим больше слоёв её характера. Она была не просто крутая девушка, старшая сестра-защитница, которая возвела вокруг эти стены. Я подумала: „Хорошо. А что произойдет, когда эти стены рухнут?“».
В мае 2022 года актриса Хейден Панеттьер сообщила, что вновь сыграет Кирби Рид, выжившую после событий фильма «Крик 4», — это её первая за последние 5 лет роль в кино. По словам авторов, им было не просто найти актрису и связаться с ней: «Мы такие: „Где Кирби?“. Мы не смогли её найти. У неё нет агента. Она вроде как исчезла. В конце концов, мы нашли её через общих знакомых, занятых в „Нэшвилле“». Работая над пятым фильмом, у режиссёров была идея вернуть персонажа Кирби во франшизу: «Гай и Джейми сказали Хайден: „Мы любим Кирби. Мы любим тебя. Мы хотим, чтобы ты была в этом фильме. Мы не уверены, что в нём есть место для Кирби сейчас, но сможешь ли ты вернуться к роли в будущем, если нам посчастливится сделать ещё один фильм?“ Она ответил: „Да, с удовольствием. Это так много значило бы для меня, я буду счастлива стать частью новой истории“. После этого звонка мы решили немного подождать и сделать своеобразное камео для поклонников. Это дало персонажу не так много, но мы чувствовали, что это важно для Кирби». Тогда Панеттьер не снималась в кино — по словам режиссёров, «это была самая милая встреча по „Zoom“».
Создатели фильма много размышляли над образом персонажа: «Мы хотели, чтобы она действительно была частью истории и была подозреваемой. Одна из вещей, о которых мы с Гаем говорили ранее, это то, что 11 лет — это долгий срок. Переход от предполагаемой смерти в „Крике 4“ к 30-летнему возрасту. Мы много обсуждали, что этот опыт сделал с ней. Направило ли это её жизнь в другое русло? Мы подошли к строчке „Я больше не хочу бояться монстров, я хочу, чтобы монстры боялись меня“ и закрепили эту идею в персонаже. Для нас было логично, что она выберет профессию, в которой сможет защитить других людей от того, что произошло с ней самой».
Увидев трейлер картины, многие поклонники сразу пришли к выводу, что Кирби стала полицейским или агентом ФБР, — так, например, она могла оказаться новым убийцей и собрать «святилище» из вещественных доказательств, показанных в трейлере. Ближе к релизу картины это предположение лишь крепло — по мнению фанатов, события четвёртой части нанесли героине тяжёлую травму, вынудившую её ступить на тёмный путь и стать главным убийцей шестой части. 14 февраля 2023 года ViewerAnon ретвитнул пост с официальной страницы франшизы с постером, на котором изображена Кирби, — сообщение сопровождалось короткой фразой, которая указывает на возвращение Чарли из «Крика 4», но речь шла о ноже, которым он нанёс удар Кирби, а не о самом персонаже.
Каждый актёр, проходивший прослушивание, должен был прочитать монолог своего персонажа и убийцы в костюме Призрачного лица — таким образом студия, в том числе, пыталась сохранить в тайне личность убийцы в новом фильме. Кроме того, актёры, в итоге сыгравшие убийц, не знали, что они играют маньяков до съёмок финальной сцены: «Один из лучших моментов во всей этой истории в том, что они вообще не получили сценарий „третьего акта“. Так что они примерили свои костюмы, а потом мы подошли к ним со словами: „Есть ещё кое-что, что вы должны примерить“, а затем мы принесли мантию Призрачного лица и маску. Вот как они узнали обо всём», — рассказал продюсер Чад Виллелла. 3 июня стало известно, что Дермот Малруни сыграет в фильме роль полицейского — изначально его персонажа звали детектив Уильямс. По словам Марлуни, его агент сказал: «Хорошие новости: нам звонят из „Крика 6“, они хотят тебя, они не могут много рассказать, но они отметили, что ты играешь плохого парня. Они не называли его Призрачным лицом, а просто „плохой парень“».
16 июня было объявлено о том, что Джек Чэмпион, Лиана Либерато, Дэвин Некода и Джош Сегарра присоединились к проекту. После выхода фильма в одном из интервью авторы сказали, что именно Куинн в исполнении Лианы Либерато напала на Гейл и убила Брукса в квартире журналистки: «После критики, которую мы получили относительно того, что именно Эмбер убила Дьюи в пятом фильма, мы специально сделали так». Между тем, Джек Чэмпион стал самым молодым актёром, сыгравшим убийцу Призрачное лицо, — на момент съёмок ему было всего 17 лет.
23 июня было объявлено, что Генри Черни получил роль в фильме. 14 июля стало известно, что Самара Уивинг и Тони Револори снимутся в фильме. Уивинг и Черни уже снимались вместе в фильме «Я иду искать» (2019), а Ортега и Уивинг работали над комедийным фильмом ужасов «Няня. Королева проклятых» (2020).
Режиссёр Тайлер Джиллетт появляется в эпизоде в метро, перед тем как Тара спрашивает, сколько остановок им ехать, — у него на голове мясной тесак; в этой же сцене Мэтт Беттинелли-Олпин одет как Курт Кобейн: «Это около 12 кадров, если не меньше. Просто короткая вспышка, но мы всё же появляемся в фильме, хотя очень ненадолго. Лучшие 12 кадров в фильме, определённо самые страшные». Архивное видео Джека Куэйда появляется в одной из финальных сцен картины — оно было использовано с разрешения актёра. Куэйд также переозвучил несколько реплик для шестого фильма. Комедиант Тим Робинсон озвучил бойфренда Куинн, который спрашивает девушку, кто такой Пол. Скит Ульрих вновь появился в роли Билли Лумиса в видениях Сэм, — сцена с участием актёра была отснята за 40 минут.

## Создание

### Подготовка к съёмкам
Сценарий «Крика» был выставлен на продажу в пятницу, а к 8 утра понедельника продюсер Кэти Конрад обратила внимание Боба Вайнштейна, что сценарий готовы экранизировать студии Paramount Pictures, Universal Studios и Morgan Creek. Первоначально планировалось, что режиссёром фильма станет Оливер Стоун, сотрудничавший в то время со студией Cinergi Pictures . Уильямсон согласился на гонорар в 400 000 долларов, плюс контракт на два сиквела «Крика» и один отдельный фильм под лейблом Dimension Films. Уэс Крейвен также подходил в качестве режиссёра картины, но он был занят работой над фильмом «Призрак дома на холме» (в конечном счёте режиссёром которого станет Ян де Бонт), поэтому рассматривались кандидатуры Роберта Родригеса, Дэнни Бойла, Джорджа Ромеро и Сэма Рэйми. Уильямсон и Вайнштейн выразили озабоченность, что многие режиссёры, прочитав сценарий, считали, что данный фильм будет похож на комедию. Тогда Крэйвен основательно переделал сценарий, полагая, что этот фильм будет основательно отличаться от других его работ. В конечном счёте режиссёром фильма «Призрак дома на холме» стал де Бонт, поэтому Крэйвен смог взять на себя руководство «Криком». Ближе к концу съёмок Вайнштейн переименовал «Очень страшное кино» в «Крик», по одноимённому синглу Майкла Джексона, так как посчитал, что старое название подходит только комедии. Новое название не сразу понравились Уильямсону и Крэйвену, которые посчитали его «глупым», но позже заметили, что оно было положительным.
После успешно проведённого предварительного просмотра сцен с аудиторией руководство Miramax предложило Уильямсону и Крэйвену контракт на два сиквела «Крика». Боб Вайнштейн распорядился, чтобы фильм вышел в прокат 20 декабря 1996 года, но это решение было раскритиковано, так как близилось Рождество, когда большинство людей предпочитают смотреть семейные фильмы, а не ужасы. Вайнштейн настаивал, что этот факт пойдёт на пользу фильму, так как любителям фильмов ужасов и подросткам практически нечего будет смотреть. В первый уик-энд картина собрала 6 миллионов долларов, а всего фильм заработал свыше 100 миллионов долларов. Как только сборы первого фильма возросли, студия Sony Pictures подала иск против Miramax, заявив, что название «Крик» (Scream) очень похоже на название их собственного фильма «Крикуны» (Screamers). Дело было урегулировано во внесудебном порядке, однако продюсер Марианна Маддалена подтвердила, что в возможных продолжениях будет использовано текущее название.
Сценарий продолжения первого фильма был рассмотрен в январе 1997 года. «Крику 2» был дан зелёный свет в марте 1997 года с бюджетом в 24 миллиона долларов. Рассматривались многочисленные варианты названия фильма, включая «Снова крик», «Крик всё громче» и «Крик: продолжение», но решили остановиться на варианте «Крик 2».
«Крик 3» был выпущен чуть более чем через два года после «Крика 2» при бюджете в 40 миллионов долларов. Незадолго до начала съёмок фильма произошло массовое убийство в школе «Колумбайн», в результате всё более пристальное внимание общественности стало привлекать влияние телевидения и кино на людей. Были высказаны соображения о том, что студия должна продолжить съёмки третьей части в период после инцидента, и, с некоторыми изменениями, фильм решили доснять. Студия настояла, что фильм должен быть более юмористическим и чтобы в картине не было крови или сцен насилия, но вмешался Крэйвен, заявив, что тема насилия присутствовала в предыдущих частях, поэтому должна быть и в «Крике 3». Как и при съёмках «Крика», у Крэйвена снова возникли проблемы с цензурой.
О подготовке к съёмкам нового фильма, «Крик 4», было объявлено в июле 2008 года, когда студия The Weinstein Company рассмотрела вариант создания новой трилогии, при условии, что четвёртый фильм окажется успешным. К концу 2009 года Уильямсон разработал идею фильма и последующих сиквелов и приступил к работе над сценарием. По словам Уэса Крейвена, нынешнее поколение молодёжи уже сложнее напугать:
Каждый раз ты должен показать что-то новое, удивить зрителя. При этом, обновляя сценарий, мы должны были четко соответствовать новым стандартам широкого экрана, –– поделился он проблемами. — Сейчас люди хотят прийти в кино и сказать, да, в этом есть что-то оригинальное.
 На создание будущего фильма было выделено 40 миллионов долларов. Исполнители главных ролей подписали контракты в сентябре 2009 года, а режиссёр Крэйвен — в марте 2010 года. В мае 2010 года Кэти Конрад, подала иск на 3 миллиона долларов против студии Weinstein Company, обвиняя её в нарушении соглашения, в котором права на производства всех фильмов серии принадлежат студии Cat Entertainment. В апреле 2011 года сообщалось, что конфликт урегулирован во внесудебном порядке, но все детали конфиденциальны. Однако издание The Hollywood Reporter утверждало, что Конрад получила денежную компенсацию и право на процент от прибыли, полученной от «Крика 4». Кроме того, Конрад стала исполнительным продюсером фильма. В процессе съёмок между Уильямсоном и Бобом Вайнштейном возник повторный конфликт: Вайнштейн ссылался на непонимание сценаристом самой идеи картины, а Уильямсон обвинил коллегу в установлении ограниченных сроков на создание сюжетной линии фильма. В результате они не разговаривали друг с другом, а позже Уильямсон покинул проект, и готовую версию фильма, утверждал он, не видел до выхода на экраны.

### Съёмки

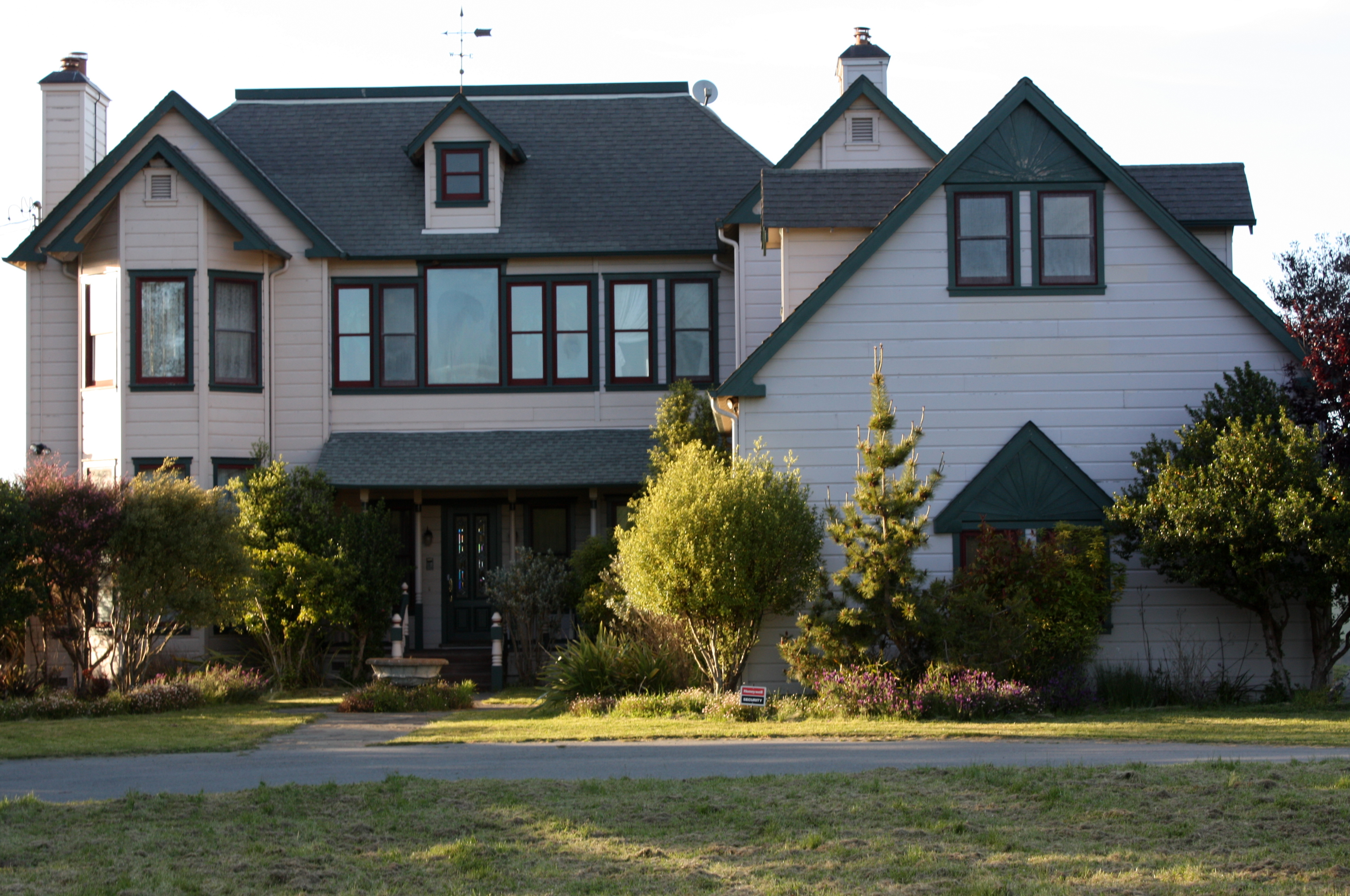
Дом Стью Мечера, фигурирующий в 40-минутном финале «Крика». Съёмки в доме проходили в течение 21 суток

Съёмки «Крика» проходили в период с 15 апреля по 8 июня 1996 года. Первоначально для этих целей была выбран штат Северная Каролина, но места, подходящего под описание в сценарии, найдено не было. Рассматривались в качестве вариантов города Ванкувер, штат Вашингтон и Лос-Анджелес, позже выбор остановился на различных районах Калифорнии, в том числе на округе Сонома, городах Санта-Роза, Хэлдсбург и окрестностях залива Томалес-Бей.
Дом, в котором проживал персонаж Бэрримор, был расположен на улице Сонома-маунтин-роуд, напротив дома, использованного в фильме «Куджо» (1983). Перед началом работы над фильмом руководство съёмочной группы обратилось в администрацию средней школы города Санта-Роза с просьбой использовать их учебное заведение в съёмках. Совет школы настоял на ознакомлении со сценарием и выразил недовольство содержанием сцены, где директор Химбри отчитывает двух учащихся. Дело дошло до местных газет, которые также раскритиковали идею, но создатели «Крика» получили поддержку со стороны учащихся школы и части местных жителей, посчитавших, что присутствие школы в фильме экономически выгодно для города, другая часть горожан была против съёмок фильма из-за содержавшихся в нём сцен насилия над подростками, многие вспоминали убийство Полли Клаас тремя годами ранее. По результатам трёхчасового обсуждения на 16 апреля 1996 года были назначены дебаты по этому вопросу, через день после начала съёмочного процесса. Не желая откладывать, Крэйвен начал съёмки вступительной сцены с Бэрримор в запланированный день — 15 апреля, отведя на работу над сценой пять дней. По результатам дискуссий Санта-Роза отказала в съёмках на территории школы, но взамен предложила местный общинный центр, который в фильме «Крик» фигурирует как средняя школа Вудсборо.

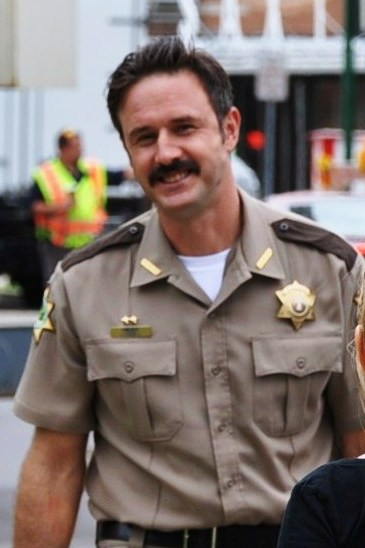
Дэвид Аркетт в образе персонажа Дьюи Райли на съёмках «Крика 4»

Крэйвен поручил команде дизайнеров разработать и создать костюм для убийцы, который скрывал бы его личность. В ожидании разрешения от компании Fun World, создавшей дизайн маски «Призрачное лицо», креативная группа Крэйвена создала альтернативные маски, которые были использованы в двух сценах, пока от Fun World не было получено разрешение. Бобу Вайнштейну не понравилась маска, так как он опасался, что она «не страшная». Чтобы успокоить эти страхи, первые тринадцать минут, открывающие начальную сцену, были сведены в один черновой негатив, годный для показа. Увидев его, работники студии были полностью удовлетворены работой Крейвена и решили, что ему стоит продолжать, в то время как Вайнштейн остался доволен тем, что маска получилась действительно устрашающей. Финальные сцены фильма, в доме Мечера, длительностью сорок минут снимали в течение двадцати одной ночи. Сцена считалась наиболее трудной, так как отдельные ситуации и гибель некоторых персонажей происходили ночью, поэтому на рассвете съёмки приходилось останавливать.
После окончания съёмок Крэйвен потратил два месяца, редактируя отснятый материал в соответствии с рекомендациями комиссии Американской киноассоциации, чтобы фильм не попал в категорию ограничения по возрасту NC-17 (лица до 17 лет не допускаются). Хотя Dimension Films ранее снимала картины NC-17, но из-за этого рейтинга фильмы трудно окупаются, поэтому «Крик» нуждался в рейтинге R (ограничение — до 17 лет требуется сопровождение родителя или взрослого опекуна). Насчёт вступительной сцены с участием Дрю Бэрримор Крэйвен солгал комиссии, заявив, что смерть персонажа была снята с первого дубля, поэтому невозможно заменить его чем-то менее кровавым. В интервью Крэйвен отметил, что в то время он обдумывал, оставить ли фильм в жанре хоррор. В общей сложности Крэйвен вырезал восемь сцен, прежде чем вмешался Боб Вайнштейн и лично связался с комиссией, полагая, что они неправильно поняли, к какому жанру относится «Крик». Вайнштейн объяснил, что хотя он согласен, что в фильме есть напряжённые моменты, но «Крик» вовсе не пропагандирует насилие. В ходе обсуждения комиссия пересмотрела своё решения и предоставила фильму рейтинг R.
Съёмки «Крика 2», при бюджете в 24 миллиона долларов проходили в период с 16 июля по 28 августа 1997 года. Для работы были выбраны города Атланта, Джорджия и Лос-Анджелес, Калифорния. Колледж Агнессы Скотт в Атланте и Калифорнийский университет в Лос-Анджелесе были использованы в качестве вымышленного Виндзорского колледжа, фигурировавшего в фильме. Вступительная сцена на премьере вымышленного фильма «Удар ножом» снималась в течение трёх дней в кинотеатрах «Виста» в Голливуде и «Риальто» в Южной Пасадине. В связи с большим количеством статистов, присутствовавших на съёмках, детали сцен просочились в Интернет. После окончания съёмок Крэйвен послал копию фильма комиссии Американской киноассоциации, в котором некоторые сцены насилия были намеренно более подробными, например смерть персонажей Омара Эппса и Джейми Кеннеди. Он считал, что комиссия заставит удалить его те моменты, которые он не собирался оставлять, не трогая при этом необходимые детали. В итоге «Крик 2» получил рейтинг R, как и его предшественник. После случая с утечкой информации была увеличена охрана съёмочной площадки, сцены стали сниматься в павильонах, а весь персонал, задействованный в работе, подписал соглашение о неразглашении. Сам сценарий был изготовлен на бумаге, защищённой от копирования, и часто после съёмок сцен ненужные страницы уничтожались.
Для съёмок «Крика 3», проходивших в период с 6 июля по 29 сентября 1999 года, были выбраны окрестности Голливуда, долины Сан-Фернандо, Макартура Парка, Беверли-Хиллз, Голливуд-Хиллз и Силвер-Лейка. Бюджет картины составил 40 миллионов долларов. Дом персонажа Кэмпбелл находится в Топанге, Калифорния, а аудитория, в которой выступал персонаж Кокс, находится в Калифорнийском университете в Лос-Анджелесе.
Основные съёмки «Крика 4» проходили с 28 июня по 24 сентября 2010 года в штате Мичиган, в окрестностях городов Энн-Арбор, Дирборн, Ливония и Нортвилль. В январе 2011 года было потрачено ещё четыре дня, чтобы переснять две сцены, не прошедшие по результатам тестового просмотра: вступительную и сцену в гараже с персонажем Элисон Бри. В ответ на критику о пересъёмке сцен, означавшем, что фильм плохо снят, Крэйвен возразил,
Мы провели пробные показы и решили, что могли бы добавить моменты, сделающие эти сцены впечатляющими.
В интервью Крэйвен отметил, что часть финальных сцен пришлось вырезать в целях уменьшения экранного времени.

### Музыка
Музыка к серии фильмов «Крик» была написана композитором Марко Белтрами, для которого фильм 1996 года стал дебютным полнометражным фильмом. Белтрами был приглашён в проект после того, как ассистентка Крэйвена, Джули Плэк, запросила на ныне несуществующем сайте «Голливудское кафе» «нового, талантливого и прекрасного композитора», и сразу несколько человек порекомендовали Марко. Крэйвен послал за образцами работ Белтрами и был впечатлён полученными материалами.
Вскоре Уэс Крэйвен принёс композитору первые тринадцать минут фильма, куда вошли сцены с Дрю Бэрримор. Белтрами, основываясь на имевшихся материалах, написал пробный вариант музыкального сопровождения, и полученный результат так понравился Крэйвену, что он нанял Белтрами. Для «Крика» было принято решение использовать музыку, преднамеренно усиливавшая напряжение в тех сценах, где это не нужно, так как в эти моменты аудитория будет ждать появления убийцы. Крэйвен и монтажёр Патрик Луззьер посоветовали Белтрами, ранее не имевшего дела с фильмами ужасов, что музыку лучше ставить во время страшных и напряжённых сцен. При создании музыки к «Крику» Белтрами сознательно избегал стиля, традиционно использовавшегося в фильмах ужасов и подошёл к фильму, как к работе над вестерном, вдохновляемый итальянским композитором Эннио Морриконе. При создании музыкальной темы для Дьюи Райли Белтрами подошёл к персонажу, как к шерифу из вестернов, но вместе с тем и как к необычному герою, используя гитарное сопровождение в стиле Морриконе для поддержания западного подхода. Трек (Don’t Fear) The Reaper группы «Blue Öyster Cult», звучащий в сцене обсуждения отношений между Сидни и Билли, аналитик Джефф Смит описал так:
Иронический комментарий по поводу жестокости мы только что видели во вступительном эпизоде. Более важен, однако, намёк  «Blue Öyster Cult» названия песни в противовес его литературному смыслу. В то время как само название призывает жнеца, как популярный символ смерти, фильм даёт нам реального человека, который не только одевается подобно смерти, но также и развязывает смертоносную месть на других персонажей фильма. Иронией, конечно, является то, что сам Билли фактически оказался одним из «жнецов».
Мелодия темы Сидни Прескотт, Sidney’s Lament, появляется в первых трёх частях серии. Музыка, сопровождаемая женским хором, выражает «скорбь» о судьбе персонажа. В «Крике», по заявлению Белтрами, эти голоса «говорили» за персонажа, «оплакивая» утрату её матери. В последующих фильмах эта композиция продолжает представлять убийства и последующие эмоциональные и душевные травмы, причинённые Сидни. Кристиан Клемменсен в Filmtracks.com назвал вокал композиции «голосом франшизы». Трек Sid Wears a Dress, звучащий в финале «Крика 3», вместе с Sidney’s Lament, представляет ключ к «надежде» на будущее персонажа, что означало, что третья часть серии должна была стать заключительной. Женский голос в треке Pied a Terror из «Крика 3», сопровождаемый мужским хором, раскрывает характер брата Сидни, Ро́мана.
В 1997 году Белтрами написал музыку для «Крика 2». В проекте также приняли участие композиторы Дэнни Эльфман, написавший хоровую композицию «Ария Кассандры», и Ханс Циммер, создавший музыкальное сопровождение для персонажа Дьюи Райли. Композиция Циммера была использована также в «Крике 3» в сценах развивающихся отношений Гейл и Дьюи.
Для «Крика 3» Белтрами пригласил семь человек по оркестровке, чтобы помочь в записи обширного инструментального сопровождения картины. Кроме того, он экспериментировал со стилями звукового производства при записи инструментальных композиций. Например, треки, исполненные на фортепиано, Белтрами записывал на различных скоростях, стараясь создать искажённые, неестественные звуки, и изменяя готовые материалы за счёт электронной обработки.

#### Коллекционное издание
7 января 2022 лейбл «Varèse Sarabande» выпустил бокс-сет «Scream: Ultimate CD Bundle», куда вошёл ранее изданный альбом, а 6-й диск содержал новые материалы к «Крику 4»:

## Выход

### Кассовые сборы
Серия фильмов «Крик», по сравнению с другими кассовыми американскими франшизами фильмов ужасов — «Кошмар на улице Вязов», «Детские игры», «Пятница, 13-е», серия фильмов о Ганнибале Лектере, «Психо», «Пила», «Хэллоуин» и «Техасская резня бензопилой» — с поправкой на инфляцию, является шестой по сборам франшизой в США, с общей кассой в 398,3 миллиона долларов.. Это список возглавляет «Пятница, 13-е» с 671,5 миллиона долларов.
Первая часть «Крика» стала самой успешной из всей серии, собрав в общей сложности в США 173 046 663 долларов, следом за ней идёт «Крик 2», который заработал чуть меньше. «Крик 4» собрал в США 38 180 928 долларов, что меньше по сравнению с первыми тремя фильмами. Несмотря на конкуренцию со стороны других фильмов в одновременном прокате, таких как «Джерри Магуайер» и «Марс атакует!», и выбранную дату проката, приходившуюся на рождественский сезон, «Крик» стал неожиданным хитом года, его демонстрировали в кинотеатрах в течение почти восьми месяцев. В конце 1997 года предполагался такой же потенциальный кассовый успех «Крика 2», поэтому, чтобы не конкурировать с «Титаником» Джеймса Кэмерона, дата проката была перенесена с 19 на 12 декабря. За первый уик-энд «Крик 2» заработал 33 миллиона долларов и удерживал этот рекорд до 15 декабря 2000 года, после того, как его побил фильм «Чего хотят женщины» (2000).
«Крик 4» демонстрировался в 3305 кинотеатрах на 4400 экранах. В первый день проката картина собрала более 8 миллионов долларов, а за уик-энд в США 18,7 миллионов . В мире за первый уик-энд фильм заработал 37,3 миллионов долларов. По кассовым сборам «Крик 4» занял первое место в Великобритании, второе во Франции, третье место в Мексике и четвёртое в Австралии. Во второй уик-энд картина, заработав 7 миллионов долларов, заняла пятое место.
| Фильм                                                                      | Дата начала проката (США) | Бюджет (примерный) | Общие сборы  | Общие сборы   | Общие сборы       | Рейтинг сборов | Рейтинг сборов | Рейтинг сборов |
| Фильм                                                                      | Дата начала проката (США) | Бюджет (примерный) | США          | Остальной мир | Общемировые сборы | Недели проката | США            | Остальной мир  |
| -------------------------------------------------------------------------- | ------------------------- | ------------------ | ------------ | ------------- | ----------------- | -------------- | -------------- | -------------- |
| Крик                                                                       | 20 декабря 1996           | $15 000 000        | $103 046 663 | $70 000 000   | $173 046 663      | #15            | #598           | #518           |
| Крик 2                                                                     | 12 декабря 1997           | $24 000 000        | $101 363 301 | $71 000 000   | $172 363 301      | #21            | #623           | #520           |
| Крик 3                                                                     | 4 февраля 2000            | $40 000 000        | $89 143 175  | $72 691 101   | $161 834 276      | #27            | #740           | #616           |
| Крик 4                                                                     | 15 апреля 2011            | $40 000 000        | $38 180 928  | $58 957 758   | $97 138 686       | #18            | #1 990         |                |
| Крик                                                                       | 14 января 2022            | $24 000 000        | $81 641 405  | $57 233 384   | $138 874 789      |                | #1 311         |                |
| Крик 6                                                                     | 10 марта 2023             | $35 000 000        | $108 391 107 | $60 672 743   | $169 063 850      |                | #1 115         |                |
| Всего                                                                      | Всего                     | $177 000 000       | $521 766 579 | $390 554 963  | $912 325 342      |                |                |                |
| Примечание - Показатели сборов фильмов приведены по состоянию на 2024 год. |                           |                    |              |               |                   |                |                |                |

- На сегодняшний день франшиза заработала более 896 миллионов долларов по всему миру.
- Оригинальный «Крик» оставался самым успешным из серии, собрав во всем мире 173 046 663 долларов США и получив в основном положительные отзывы критиков, оставаясь самым кассовым слэшером всех времен до выхода «Хэллоуина» в 2018 году. Несмотря на конкуренцию со стороны других известных фильмов во время его выпуска, в том числе «Джерри Магуайер» Тома Круза и «Марс атакует!» Тима Бертона, его дата выхода — 20 декабря, во время рождественского сезона, и Variety назвал его «DOA» ещё до того, как он был выпущен. Scream стал неожиданным хитом года и продолжал показываться в кинотеатрах почти восемь месяцев.
- За «Криком» последовал «Крик 2», кассовые сборы которых составили менее 1 миллиона долларов. К концу 1998 года «Крик 2» побил рекорды первых выходных декабря по кассовым сборам в 1997 году и удерживал рекорд до 15 декабря 2000 года, когда его заменил «Чего хотят женщины» (2000)[196].
- В отличие от первых двух фильмов, «Крик 3» не был так хорошо принят критиками и собрал меньше кассовых сборов внутри страны (хотя все же имел очень хорошие кассовые сборы), собрав 89,1 миллиона долларов по сравнению с «Криком» и «Криком 2» с 103 миллионами долларов и 101,1 миллиона долларов соответственно. Выручка от всех трех платежей оставалась относительно одинаковой на других территориях, и их разделяло менее 2 миллионов долларов.
- «Крик 4» показал себя хуже внутри страны, собрав чуть менее 40 миллионов долларов бюджета, заработав 38,2 миллиона долларов в США и Канаде. На международном уровне дела пошли лучше, собрав 59 миллионов долларов на других территориях, а общая мировая валовая прибыль составила 97,1 миллиона долларов. На сегодняшний день это остается самой низкой с финансовой точки зрения записью в сериале, и, по мнению отраслевых экспертов, первые выходные фильма были «разочаровывающими», поскольку фильм представляет собой второе самое низкое открытие франшизы «Крик»[197].
- «Крик» (2022) собрал 81,6 миллиона долларов в США и Канаде и 57,2 миллиона долларов на других территориях, на общую сумму 138,9 миллиона долларов по всему миру.
- «Крик 6» собрал во всем мире 168, 5 миллиона долларов. Он стал первым фильмом франшизы, который превысил 100 миллионов долларов в прокате США за 26 лет, начиная с «Крика 2» 1997 года[198].

### Критика и отзывы
| Фильм  | Критики             | Критики          | Публика     | Публика |
| Фильм  | Rotten Tomatoes     | Metacritic       | CinemaScore |         |
| ------ | ------------------- | ---------------- | ----------- | ------- |
| Крик   | 80 % (87 рецензий)  | 65 (25 рецензий) | -           |         |
| Крик 2 | 82 % (85 рецензий)  | 63 (22 рецензии) | B+          |         |
| Крик 3 | 41 % (126 рецензий) | 56 (32 рецензии) | B           |         |
| Крик 4 | 60 % (191 рецензия) | 52 (32 рецензии) | B−          |         |
| Крик   | 76 % (294 рецензии) | 60 (49 рецензий) | B+          |         |
| Крик 6 | 77 % (280 рецензий) | 61 (53 рецензии) | B+          |         |

Серия фильмов «Крик» получила, в основном, положительные отзывы критиков с момента релиза первого фильма в 1996 году, когда Кевин Томас из газеты Los Angeles Times назвал фильм «бравурной, провокационной пародией на фильмы ужасов», в то время как Адам Смит из журнала Empire назвал «Крик» «умным, быстрым и чертовски смешным». В других обзорах был оценён переход от молодёжных фильмов ужасов 1980-х годов и их «бесконечной серии полусырых продолжений». Сценарий Уильямсона получил похвалу за «чертовски умный и сложный сюжет», который «ловко смешивает иронию, самоотносимость и противоречивый социальный комментарий с холодом и пролитием крови». Джанет Меслин из The New York Times сказала, что «Крэйвен, спекулируя зловещим материалом, подрывает его юмором. Вряд ли поклонники жанра могут быть довольны таким эксплуатационным подходом».
«Крик» (1996) занял 32 место в списке «50 лучших молодёжных фильмов ужасов» журнала Entertainment Weekly и 13 место в рейтинге «100 самых страшных моментов фильмов» канала Bravo. В 2008 году Entertainment Weekly добавил фильм в список «100 лучших фильмов за последние 13 лет» (60 место). Также в 2008 году журнал Empire дал картине 482 место в списке «500 величайших фильмов всех времён». В 1996 году фильм получил несколько наград, включая премию Сатурн. В 1996 году актриса Нив Кэмпбелл стала 8-й по счёту «Королевой крика» в списке ресурса UGO.
«Крик 2» также получил положительные отзывы, причём некоторые из критиков отметили, что картина превзошла оригинал в плане ужаса и юмора. Критик Джин Сискел и Джанет Маслин из New York Times, несмотря на отрицательный отзыв на «Крик», вполне положительно оценили вторую часть. В плане наград продолжение стало менее успешнее, чем оригинал.
«Крик 3» получил смешанные отзывы критиков. На сайте Rotten Tomatoes фильм получил рейтинг 38 %, в отличие от первых двух частей, которые заработали 82 % и 81 %, соответственно. По мнению критиков, «серия потеряла свою свежесть и оригинальность, возвращаясь к старым формулам и клише ужасов». О персонажах Роджер Эберт сказал следующее: «Они [персонажи] очень тонки и прозрачны», но похвалил игру Кэмпбелл, сказав, что «камера любит эту девушку. У неё есть потенциал настоящей звезды, и однажды она будет хихикать над этим обзором для AFI». Издание Los Angeles Times назвал фильм «подлинно страшным и также очень забавным», а BBC похвалила «Крик 3» за «эффектное завершение трилогии».
«Крик 4» также получил смешанные отзывы. Роджер Эберт дал фильму 2 звезды из 4, раскритиковав за использование клише жанра ужасов. Издание Boston Herald написало, что фильм «местами забавен», а Лиза Кеннеди из The Denver Post заявила, что «Крик 4» «воздаёт дань уважения оригинальному фильму 1996 года, но это не близко к его величию». На сайте Megacritic фильм получил 71 из 100 и занял 2 место в списке «Лучших ужасов 2010 и 2011 года» и 15 место в списке «Популярных фильмов 2010 и 2011 годов».
Пятый фильм был удостоен в основном положительных оценок от кинопрессы, набрав 76 % на сайте «Rotten Tomatoes» на основе 283 отзывов. «Metacritic» оценил картину на 60 баллов из 100. Среди достоинств критики отметили «почтение фильмом наследия Уэса Крейвена» и брутальные сцены жестокости. Также положительно была оценена игра Нив Кэмпбелл за её «новый» взгляд на роль Сидни Прескотт. Некоторые критики признали данную часть лучшей во франшизе. В то же время преобладали смешанные и отрицательные отзывы, в которых фильм был назван «утомительным» и «совершенно не страшным», а новые персонажи — невзрачными и «недостаточно развитыми».
Шестой фильм получил в целом положительные отзывы критиков. На веб-сайте-агрегаторе обзоров «Rotten Tomatoes» 80 % из 97 обзоров критиков являются положительными, а средний рейтинг составляет 7,1 из 10; критический консенсус сайта гласит: «Некоторые аспекты самой кровавой метафраншизы ужасов могут устареть, но изменение обстановки и некоторые изобретательные декорации помогают „Крик 6“ оставаться достаточно „острым“ зрелищем». На «Metacritic» фильм имеет средневзвешенное значение, оценка составила 64 из 100 на основе 36 критиков, что указывает на «в целом положительные отзывы». На портале «Cinemascore» «Крик 6» получил такую же оценку, как и «Крик 2» и «Крик» (2022) — «B+» по шкале от «A+» до «F». На «PostTrak» фильм набрал 87 % положительных отзывов, из них в 74 % отмечается, что фильм можно рекомендовать к просмотру. На сайте «Кинопоиск» у фильма рейтинг 6,651 на основе 5 638 оценок зрителей. Ричард Ропер из «Chicago Sun-Times» дал фильму три звезды из четырёх, написав: «Тем не менее, мы приступаем к ещё одному агрессивно-ужасному, ужасно смешному, а иногда и умно срежиссированному „Scream-fest“, который бодро бросает вызов логике, но берёт все правильные ноты, которые мы ожидали от франшизы». Он похвалил выступления Барреры, Ортеги и Брауна и посчитал, что финал фильма был «самым диковинным и впечатляюще жестоким финалом из всех». Оуэн Глейберман, писавший для «Variety», дал фильму положительную рецензию, несмотря на то, что нашёл его «слишком длинным», отметив, что это «довольно хороший триллер, и кровавая смертоносная игра-оболочка, которая умна во всех отношениях, и снят он более сильно, чем предыдущий фильм, стремясь воспользоваться его более обширной, но замкнутой космополитической обстановкой».

### Издания
«Крик» был издан на VHS-кассетах 2 декабря 1997 года, далее последовали «Крик 2» (1 декабря 1998) и «Крик 3» (24 октября 2000). Выпуском фильмов руководила студия Walt Disney Home Entertainment.
На DVD-носителях «Крик» впервые поступил в продажу 3 декабря 1997 года. 8 декабря 1998 года было выпущено коллекционное издание, содержащее фильм, удалённые сцены, трейлер, интервью с актёрами, комментарии режиссёра и информацию о сценах. «Крик 2» на DVD поступил в продажу 22 июля 1998 года, коллекционное издание появилось 7 августа 2001 года. В коллекционное издание вошли удалённые сцены, трейлер фильма, музыкальные клипы песен в фильме и комментарии Уэса Крейвена. «Крик 3» был издан 4 июля 2000 года только в качестве коллекционного издания, с вошедшими туда удалёнными сценами, аудиокомментариями, клипами песен фильма, трейлером и краткими биографиями актёров и съёмочной группы. Выпуском изданий руководила студия Walt Disney Studios Home Entertainment.
После выхода в прокат «Крика 3» студия Dimension Films 26 сентября 2000 года выпустила издание «The Ultimate Scream Collection», в который были включены не только три фильма, но и короткий документальный фильм о съёмках трилогии.
На территории Европы и Японии коллекционные издания с «Криком 1, 2, 3» были выпущены только в 2001 году. В них входили, кроме самих фильмов, удалённые сцены, трейлеры, клипы и комментарии членов съёмочной группы. Были изданы также боксы со всеми тремя фильмами, названные «Трилогия „Крик“».
Первые три фильма, вместе и по отдельности, были выпущены в формате Blu-ray Disc 29 марта 2011 года, за две недели до премьеры «Крика 4» компанией Lionsgate Home Entertainment в формате высокой чёткости 1080p. Кроме фильмов были включены аудиокомментарии, трейлеры и видео съёмочного процесса.
«Крик 4» вышел в продажу в форматах Blu-ray Disc и DVD 5 августа 2011 года в Мексике, 16 августа в Дании, 17 августа в Швеции, 22 августа 2011 в Великобритании и Ирландии, в Канаде фильм поступил в продажу 20 сентября, а в США 4 октября 2011 года. На диск, помимо фильма, вошли удалённые и альтернативные сцены, комментарии к фильму Уэса Крейвена, Хейден Панеттьер, Эммы Робертс и Нив Кэмпбелл, неудачные дубли и трейлер.

### Документальные фильмы
Было снято несколько документальных фильмов, рассказывающих о создании трилогии, но особое внимание уделяется первой части. В 2001 году был выпущен фильм из телевизионного цикла «Правдивые Голливудские истории» (англ. E! True Hollywood Story: Scream). Только в 2011 году было выпущено два документальных фильма «Крик: Взгляд изнутри» (англ. Scream: The Inside Story) и «Продолжай кричать: Ретроспектива главного фильма ужасов» (англ. Still Screaming: The Ultimate Scary Movie Retrospective). Кроме того, ряд документальных зарисовок был издан в качестве дополнительных материалов на DVD и Blu-Ray-изданиях фильмов серии.

## Саундтрек

### «Крик»
Саундтрек к фильму «Крик», состоящий из 11 композиций, был выпущен лейблом «TVT Records» 17 декабря 1996 года. Песня Элиса Купера School’s Out, задействованная в фильме, вошла в саундтрек в качестве кавер-версии группы «The Last Hard Men». На Allmusic альбом получил 3 звезды из 5, но в хит-парад Billboard 200 он не попал, несмотря на успех фильма. Считается, что вдохновением для Белтрами при создании музыки явилось творчество Эннио Морриконе. Композиция Sidney’s Lament была использована ещё на протяжении двух фильмов серии. Саундтрек к фильму «Крик» получил в целом положительные отзывы.

### «Крик 2»
Альбом с саундтреками к фильму «Крик 2» был выпущен лейблом «Capitol Records» и состоял из 15 композиций различных жанров — ритм-н-блюза, рэпа и рока. В Billboard 200 альбом занял 50 место, проведя в хит-параде десять недель, но в Allmusic сборник получил лишь 2 звезды из 5. Стивен Эрльюин из Allmusic сказал, что «данный саундтрек был попыткой компенсировать отсутствие музыкальных хитов в первом фильме».

### «Крик 3»
Саундтрек к фильму «Крик 3», состоящий из 18 композиций таких групп жанра хеви-метал, как «System of a Down» и «Powerman 5000», был выпущен 25 января 2000 года лейблом «Wind-up Records». Не все композиции с альбома звучали в самом фильме. В хит-параде Billboard 200 альбом занял 32 место, продержавшись 14 недель, на Allmusic сборник получил 2,5 балла из 5. Сборник с инструментальными композициями поступил в продажу 29 февраля 2000 года.

### «Крик 4»
Оригинальный саундтрек был выпущен лейблом «Lakeshore Records» 12 апреля 2011 года. Сборник с инструментальными композициями, выпущенный «Varèse Sarabande», поступил в продажу 19 апреля 2011 года.

## Влияние
Несмотря на коммерческий успех, серия фильмов вызвала споры, так как она стала причиной подражания насилию, показанному в фильмах.
В январе 1998 года 16-летний Марио Падилья и его 14-летний двоюродный брат Сэмюэль Рамирес нанесли 45 ножевых ранений матери Марио, Джине Кастильо. От полученных ран женщина скончалась. Это преступление стало известно как «Убийство Крика» и попало под пристальное внимание СМИ после того, когда мальчики рассказали, что на убийство их вдохновили «Крик» и «Крик 2». Они признали, что требовали у убитой Джины приобрести им костюм персонажа «Призрачное лицо» и модулятор голоса. Во время суда над ними психолог Мадлен Левин, изучавшая эффект, оказываемый насилием в фильмах на детскую психику, заявила:
Есть целый ряд причин, почему они это сделали. Но мог ли фильм навести их на этот поступок? Вполне вероятно.
Ожидалось, что при вынесении приговора будет сделан акцент на эффекте от сцен насилия, оказавших влияние на подростков, но судья Джон Чероск заявил, что этому нет никаких доказательств и дело следует рассматривать, как простое убийство.
17 января 1999 года 13-летней Эшли Мюррей нанесли несколько ножевых ранений в голову и спину 14-летний Дэниель Гилл и 15-летний Роберт Фуллер. Раненую, её обнаружил прохожий, гулявший с собакой. Подростков прозвали «Нападавшими Крика», когда выяснилось, что у них дома при обыске были найдены рисунки маски убийцы. Полиция заявила, что на преступное поведение подростков могло повлиять домашнее насилие, употребление наркотиков или увлечение чёрной магией. Мюррей, впоследствии давшая показания в суде, подтвердила, что фильм мог отрицательно сказаться на психическом здоровье подростков.
4 мая 1999 года, после инцидента в школе «Колумбайн» и увеличивающихся споров в СМИ о воздействии насилия в фильмах и играх на общество, комитет по торговле при Сенате США провёл слушания о маркетинге Голливудом фильмов ужасов, используя сцену убийства Кейси Бекер, как пример негативной информации, которую могут увидеть дети.
В ноябре 2001 года 24-летний бельгиец Тьерри Жараден, одетый в костюм убийцы «Призрачное лицо», убил 15-летнюю Элиссон Кэмбир из-за того, что она отвергла его романтические ухаживания. Жараден позже заявил полиции, что убийство было преднамеренным и вдохновлено трилогией «Крик». В 2002 году 17-летний француз по имени Жюльен, после неудачных попыток знакомства с девушкой, заманил и заколол её. В момент убийства на нём была маска убийцы серии фильмов. Французские власти утверждали, что убийство связано с выходом «Крика 3» в 2000 году.

## Награды и номинации

### Серия фильмов
В 1997 году «Крик» получил премию MTV Movie Awards в категории «Лучший фильм» и номинацию на Международную премию гильдии фильмов ужасов в той же категории. В 2001 году фильм стал одним из 400 номинантов в трёх рейтингах Американского института киноискусства: 100 лет…100 лучших героев и злодеев, 100 лет…100 известных цитат, 100 лет…100 самых остросюжетных американских фильмов. В 1998 году «Крик 2» был номинирован на премию Сатурн в категории «Лучший фильм ужасов». В 2011 году «Крик 4» получил номинацию на молодёжную награду Teen Choice Awards в категории «Лучший фильм ужасов», но победителем стал фильм «Паранормальное явление 2».
| Год  | Награда                                     | Категория                                                             | Работа                        | Результат | Источники |
| ---- | ------------------------------------------- | --------------------------------------------------------------------- | ----------------------------- | --------- | --------- |
| 1996 | Международная премия гильдии фильмов ужасов | Лучший фильм                                                          | «Крик»                        | Победа    | [ 278 ]   |
| 1996 | Сатурн                                      | Лучший фильм ужасов                                                   | «Крик»                        | Победа    | [ 3 ]     |
| 1997 | MTV Movie Awards                            | Лучший фильм                                                          | «Крик»                        | Победа    | [ 283 ]   |
| 1998 | Сатурн                                      | Лучший фильм ужасов                                                   | «Крик 2»                      | Номинация | [ 282 ]   |
| 2001 | Американский институт киноискусства         | 100 лучших героев и злодеев по версии AFI                             | «Призрачное лицо»             | Номинация | [ 279 ]   |
| 2001 | Американский институт киноискусства         | 100 известных цитат из американских фильмов за 100 лет по версии AFI  | «Какой твой любимый ужастик?» | Номинация | [ 280 ]   |
| 2001 | Американский институт киноискусства         | 100 самых остросюжетных американских фильмов за 100 лет по версии AFI | «Крик»                        | Номинация | [ 281 ]   |
| 2011 | Teen Choice Awards                          | Лучший фильм ужасов                                                   | «Крик 4»                      | Номинация | [ 284 ]   |

### Актёрский состав
Актёрский состав серии фильмов «Крик» получил или был номинирован на несколько кинонаград. В первую очередь, это Нив Кэмпбелл, которая получила большинство номинаций и побед за роль Сидни Прескотт. Среди наград Кэмпбелл премия «Сатурн» в категории «Лучшая киноактриса» и премия «MTV Movie Awards» в категории «Лучшее исполнение». В 1996 году за «Крик» Скит Ульрих и Дрю Бэрримор получили номинацию на премию «Сатурн» в категории «Лучшая актриса/актёр второго плана». В 1997 году Кортни Кокс была номинирована на премию «Сатурн» в категории «Лучшая киноактриса второго плана» за роль в «Крике 2», но награду в итоге получила Глория Стюарт за «Титаник». За камео-роль «Сидни Прескотт» в «фильм в фильме» (англ. film within a film) « Удар ножом» Тори Спеллинг была номинирована на премию Золотая малина в категории «Худшая новая актриса».
Паркер Поузи, за роль Дженнифер Джоли, получила положительные отзывы критиков. В 2000 году актриса была номинирована на премию MTV Movie Awards в категории «Лучшее комедийное исполнение», но награду получил Адам Сэндлер за фильм «Большой папа».
| Год  | Награда                              | Категория                              | Актёр              | Фильм  | Результат | Примечания                                                                          | Источники |
| ---- | ------------------------------------ | -------------------------------------- | ------------------ | ------ | --------- | ----------------------------------------------------------------------------------- | --------- |
| 1996 | Сатурн                               | Лучшая киноактриса                     | Нив Кэмпбелл       | Крик   | Победа    |                                                                                     | [ 3 ]     |
| 1996 | Сатурн                               | Лучший киноактёр второго плана         | Скит Ульрих        | Крик   | Номинация | Награду получил Брент Спайнер за фильм «Звёздный путь: Первый контакт»              | [ 289 ]   |
| 1996 | Сатурн                               | Лучшая киноактриса второго плана       | Дрю Бэрримор       | Крик   | Номинация | Награду получила Элис Криге за фильм «Звёздный путь: Первый контакт»                | [ 289 ]   |
| 1997 | MTV Movie Awards                     | Лучшее исполнение                      | Нив Кэмпбелл       | Крик   | Номинация | Награду получила Клэр Дэйнс за фильм «Ромео + Джульетта»                            | [ 283 ]   |
| 1997 | Золотая малина                       | Худшая новая звезда                    | Тори Спеллинг      | Крик 2 | Номинация | Награду получил Деннис Родман за фильм «Колония»                                    | [ 285 ]   |
| 1998 | Сатурн                               | Лучшая киноактриса второго плана       | Нив Кэмпбелл       | Крик 2 | Номинация | Награду получила Джоди Фостер за фильм «Контакт»                                    | [ 282 ]   |
| 1998 | Сатурн                               | Лучшая киноактриса второго плана       | Кортни Кокс        | Крик 2 | Номинация | Награду получила Глория Стюарт за фильм «Титаник»                                   | [ 282 ]   |
| 1998 | MTV Movie Awards                     | Лучшее исполнение                      | Нив Кэмпбелл       | Крик 2 | Победа    |                                                                                     | [ 4 ]     |
| 1998 | Премия за развлекательный блокбастер | Ведущий актёр жанра — хоррор           | Дэвид Аркетт       | Крик 2 | Победа    |                                                                                     |           |
| 1998 | Премия за развлекательный блокбастер | Ведущая актриса жанра — хоррор         | Нив Кэмпбелл       | Крик 2 | Победа    |                                                                                     |           |
| 1998 | Премия за развлекательный блокбастер | Ведущая актриса жанра — хоррор         | Кортни Кокс        | Крик 2 | Номинация | Награду получила Нив Кэмпбелл за фильм Крик 2                                       |           |
| 1998 | Премия за развлекательный блокбастер | Ведущий актёр второго плана — хоррор   | Джейми Кеннеди     | Крик 2 | Победа    |                                                                                     |           |
| 1998 | Премия за развлекательный блокбастер | Ведущая актриса второго плана — хоррор | Джада Пинкетт-Смит | Крик 2 | Номинация | Награду получила Сара Мишель Геллар за фильм «Я знаю, что вы сделали прошлым летом» |           |
| 2000 | MTV Movie Awards                     | Лучший комедийный исполнитель          | Паркер Поузи       | Крик 3 | Номинация | Награду получил Адам Сэндлер за фильм «Большой папа»                                | [ 288 ]   |
| 2000 | MTV Movie Awards                     | Лучшее исполнение                      | Нив Кэмпбелл       | Крик 3 | Номинация | Награду получила Сара Мишель Геллар за фильм «Жестокие игры»                        | [ 288 ]   |

### Комментарии
1. ↑  Владеет правами на первые три фильма через Miramax